# Augustinerstraße 5 (Esslingen)

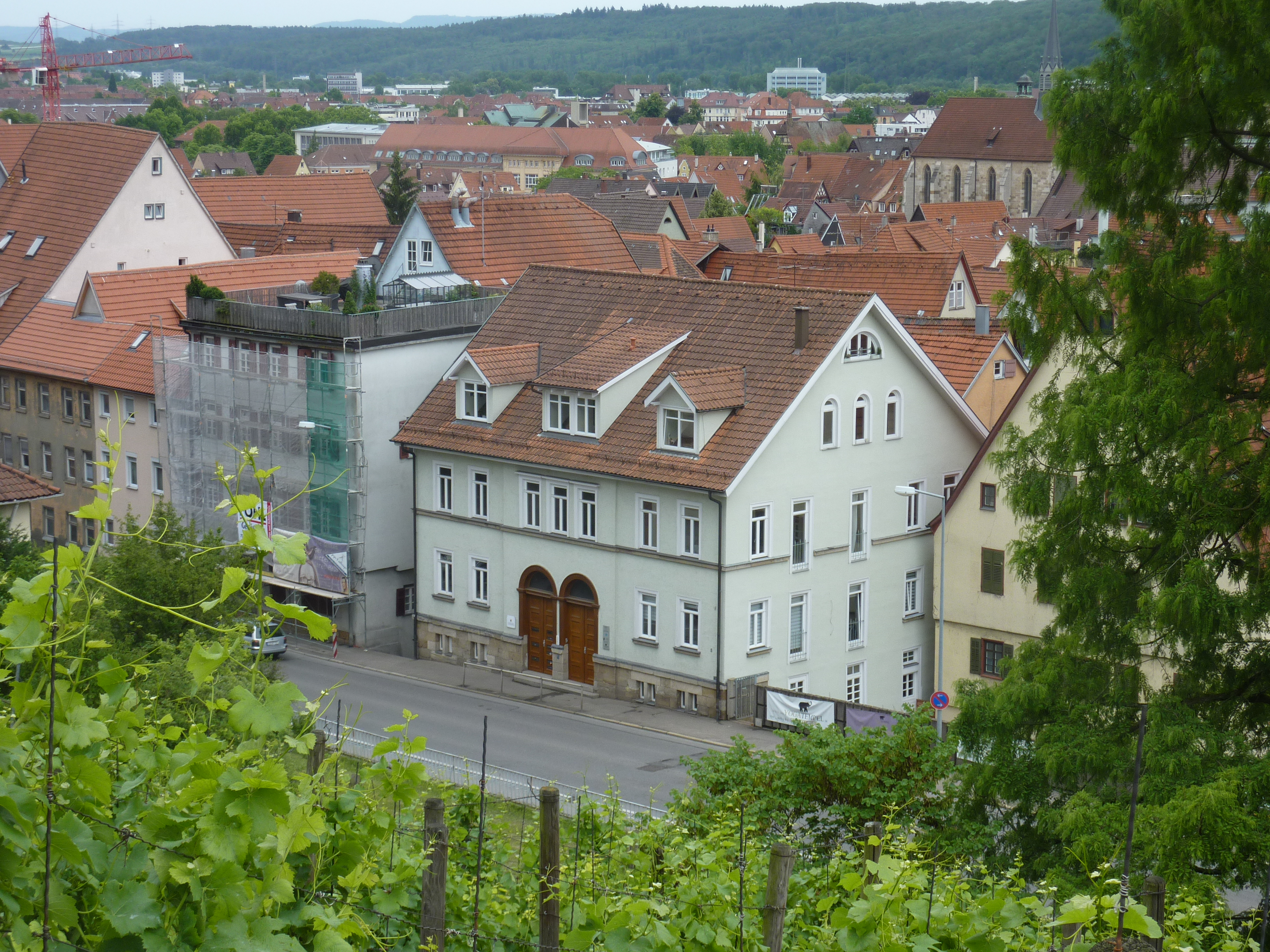
Augustinerstraße 5 von der Burgsteige aus gesehen

Das Haus Augustinerstraße 5 in Esslingen am Neckar ist ein ehemaliges katholisches Pfarrhaus mit Versammlungsräumen.

## Geschichte
Der zweigeschossige klassizistische Putzbau wurde um die Mitte des 19. Jahrhunderts errichtet, steht aber auf älteren Gebäudeüberresten. Der Gewölbekeller im dritten Untergeschoss ist als überbauter Keller schon im 18. Jahrhundert belegt. In die Nordwand des Gebäudes sind Teile der alten Stadtmauer, die 1811 zum Teil abgerissen wurde, integriert. Die Fassade mit ihrem Mittelrisaliten und den beiden kassettierten Eingangstüren sowie rundbogigen Oberlichtern und Rundbogenfenstern auf der Westseite ist symmetrisch gegliedert. 
Die 1806 gegründete römisch-katholische Kirchengemeinde Esslingen gewann zusehends an Bedeutung und erwarb 1861 die alte profanierte Dominikanerklosterkirche, die sie 1864 neu weihte. In dieser Phase des Aufschwungs wurde offenbar auch das Pfarrhaus geplant und errichtet.